# Gnamptogenys relicta
Gnamptogenys relicta är en myrart som först beskrevs av Mann 1916.  Gnamptogenys relicta ingår i släktet Gnamptogenys och familjen myror. Inga underarter finns listade i Catalogue of Life.